# Leonhard Harding
Leonhard Harding (né le 14 septembre 1936 à Paderborn) est un historien allemand d'histoire contemporaine et africaniste.

## Biographie
Leonhard Harding a fréquenté l'école primaire de Paderborn pendant quatre ans. De 1948 à 1956, il fréquente les lycées de Rietberg et de Großkrotzenburg. En 1956, l'inscription à l'examen a suivi. Il a étudié la philosophie pendant quatre semestres au collège philosophique des Pères Blancs à Trèves. De 1959 à 1963, il étudie la théologie catholique et l'histoire des missions à Leuven. En 1963, il entreprend des études d'histoire à l'université de la Sarre. En 1965, il réussit l'examen de professeur d'histoire du secondaire. Puis il est allé à Cologne. Il est étudiant à l'université libre de Berlin depuis 1969[réf. nécessaire]. Sous la direction de Franz Ansprenger (1927–2020), il traite des problèmes de l'histoire coloniale de l'Afrique. En 1972, il obtient son doctorat d'Ansprenger à l'Université libre de Berlin avec une thèse sur « La Politique religieuse de la France en Afrique de l'Ouest. Soudan Français 1895-1920 » (Französische Religionspolitik in Westafrika. „Soudan Français“ 1895–1920). Il y examine la politique religieuse française dans la colonie « Soudan français », la région des États actuels Burkina Faso, Mali et Niger. Harding a travaillé au Bureau de la politique africaine de l'Université libre de Berlin. De 1981 à 2001, Harding a enseigné en tant que professeur d'histoire africaine au Séminaire historique de l'université de Hambourg.
Harding a établi une coopération intensive avec les universités et les instituts de recherche africains. De 1997 à 2000, il organise un projet international de recherche sur le « Commerce et [les] Commerçants en Afrique de l'Ouest : Sénégal et Côte d'Ivoire (XIXe et XXe siècle) ». Des professeurs et doctorants africains se rendaient régulièrement à Hambourg. Les étudiants et diplômés de Hambourg se sont rendus dans divers pays africains à des fins d'études et de recherche sous sa supervision. Au cours de son long mandat, Harding a aidé Hambourg à devenir un centre d'enseignement et de recherche sur l'histoire de l'Afrique en Allemagne. En 1998, Harding, avec trois autres historiens de Hambourg, s'est opposé avec succès au traitement discriminatoire des professeurs invités étrangers, en particulier africains, par les autorités de l'immigration, qui mettait en danger la réputation internationale de Hambourg en tant que site scientifique. De 2008 à 2014, Harding était maître de conférences en histoire africaine à l'université de Cologne. Les recherches de Harding portent sur l'histoire de l'Afrique, en particulier l'histoire économique et sociale de l'Afrique de l'Ouest, l'histoire intellectuelle et culturelle de l'Afrique de l'Ouest, le Royaume du Bénin et les conflits en Afrique centrale. Il est l'auteur d'une introduction bien connue à l'étude de l'histoire africaine, qui a été publiée en 1992. 
En 1999, il publie un aperçu axé sur les événements et les problèmes pour une première introduction à l'histoire de l'Afrique aux XIXe et XXe siècles. L'un des étudiants universitaires les plus importants de Harding est Andreas Eckert. Après la retraite de Harding en 2002, Eckert est devenu son successeur en tant que professeur d'histoire africaine à l'université de Hambourg (2002–2007) avant que ce dernier ne déménage en 2007 pour enseigner l'histoire de l'Afrique à l'université Humboldt de Berlin.

## Publications notables
- (en) « Le Retrait de la France du Mali : un échec militaire et politique ? », sur academia.edu, 8 mai 2022 (consulté le 25 mars 2022).
- (en) « Le Cameroun par les sources: Le début de la servitude. Le Cameroun sous domination allemande », sur academia.edu, 7 décembre 2017 (consulté le 25 mars 2023).
- (de) Geschichte Afrikas im 19. und 20. Jahrhundert, vol. 27, Munich, Oldenbourg, 2013 (ISBN 978-348-67170-2-0).
- (de) Das Königreich Benin. Geschichte – Kultur – Wirtschaft, Munich, Oldenbourg, 2010 (ISBN 978-3-486-59757-8).
- (de) Einführung in das Studium der afrikanischen Geschichte, vol. 4, Münster, 1992 (ISBN 3-89473-107-9).
- (de) Die Politik der Republik Südafrika. Eine Strategie der regionalen Kooperation, vol. 6, Munich, Kaiser, 1975 (ISBN 3-459-01034-7).
- (de) Französische Religionspolitik in Westafrika. „Soudan Français“ 1895–1920., Berlin (West), Université libre de Berlin, Thèse de Doctorat, 1972.